# Ana Patricia Rojo
Ana Patricia Rojo  (Villahermosa, Tabasco, 1974. február 13. –) mexikói színésznő.

## Élete és pályafutása
1974. február 13-án született. Szülei Gustavo Rojo és Carmela Stein. 
2011-ben született meg első kislánya: Ana Sofía, 2012-ben második kislánya: Ana María.

## Filmográfia

### Telenovellák
- Mujeres asesinas (2024): Marina
- Amores que engañanan (2022): Edna
- S.O.S. me estoy enamorando (2021–2022): Inés
- La Guzmán (2019) : María
- Por amar sin ley (2018): Lina
- Un Camino hacia el Destino (A sors útjai) (2016) ... Mariana Altamirano (Magyar hang: Kisfalvi Krisztina)
- Que te perdone Dios (2015) ... Efigenia de la Santa Cruz y Ferreira
- Corazón indomable (Maricruz) (2013) ... Raiza Canseco (Magyar hang: Kisfalvi Krisztina)
- Cuidado con el ángel (Árva angyal) (2008–2009) ... Estefanía Rojas/Estefanía Velarde (Magyar hang: Kisfalvi Krisztina)
- Destilando amor (Szerelempárlat) (2007) ...  Sofía Montalvo Santos (Magyar hang: Mezei Kitty)
- Mujer de Madera (2004–2005) ...  Marisa Santibáñez Villalpando #2
- Rebeca (2003) ...  Niurka Linares (Magyar hang: Gajai Ágnes)
- El noveno mandamiento (2001) ...  Fabiola Durán
- Carita de ángel (2000) ...  Nicole Romero Medrano
- María Emilia querida (1999) ...  Mónica Pardo-Figueroa
- Vivo por Elena (1998) ...  Silvia Fonseca
- Esmeralda (1997) ...  Georgina Pérez-Montalvo (Magyar hang: Riha Zsófia)
- Bendita mentira (1996) ...  Mireya
- María José (1995) ...  Imperia Campuzano De la Cruz
- María la del barrio (María) (1995–1996) ...  Penelope Linares (Magyar hang: Mezei Kitty)
- Los parientes pobres (1993) ...  Griselda Olmos
- Al filo de la muerte (1991) ...  Mónica
- Un rostro en mi pasado (1990) ... Miranda
- Dulce desafío (1989) ...  Mirta
- El maleficio (1983) ...  Liliana
- Al final del arco iris (1980) ...  Caramelo
- Honrarás a los tuyos (1979) ... Magnolia

### Filmek
- J-ok'el (2007) ...  Carmen Romero
- La curva del olvido (2004)
- Drogadicto (2000)
- Dos locos en aprietos (1991)
- Trágico carnaval (1991)
- Como si fueramos novios (1986) ...  Laurita
- No vale nada la vida (1984)
- Veneno para las hadas (1984) ...  Verónica
- Los cuates de la Rosenda (1982)
- El robo imposible (1981) ...  Patty Bond
- Los reyes del palenque (1979)